# 新井達太
新井 達太（あらい たつた、1926年 - 2022年9月15日）は、日本の医師。心臓外科医。
A型単心室の根治術、隔壁形成術に世界で初めて成功したことで知られる。
日本胸部外科学会名誉会長、日本人工臓器学会名誉会長、日本心臓血管外科学会名誉会員、日本冠動脈外科学会名誉会員、日本外科学会特別会員。

## 来歴
1926年、埼玉県秩父市に生まれる。旧制・埼玉県立熊谷中学校、旧制・山形高等学校理科乙類を経て、1953年、東京慈恵会医科大学医学部を卒業。1954年、東京女子医科大学榊原外科入局。1968年、東京女子医科大学教授。1972年、東京慈恵会医科大学教授を経て、1991年、埼玉県立循環器病センター準備室参事、東京慈恵会医科大学客員教授、独協医科大学客員教授。1994年より埼玉県立小原循環器センター総長を務めた。東京女子医科大学時代には、榊原仟に師事した。 

## 人物
日本製の人工弁(SAM弁)の開発に成功した。
この人工弁は日本万国博覧会の際、「未来に残す医療器具」の一つに選ばれた。

## 著書
- 『心疾患の診断と手術』南江堂、1974年
- 『外科医の祈り』メディカルトリビューン、2001年
- 『この道を喜び歩む』幻冬舎メディアコンサルティング、2018年